# Barnbåtarna
Barnbåtarna var en åkattraktion på nöjesfältet Liseberg i Göteborg. Attraktionen hade premiär 1973, men till säsongen 2012 togs den bort till förmån för attraktionen Skepp o' skoj.
Barnbåtarna bestod av 16 båtar som åkte runt i en konstgjord sjö. Samma sjö används till Skepp o' skoj. Varje båt hade plats för två personer, huvudsakligen en vuxen och ett barn. Totalt fanns det alltså plats för 32 personer på åkattraktionen. De olikfärgade båtarna designades av Liseberg och varje båt drevs av ett batteri. Åkattraktionen kostade en åkkupong.
Barnbåtarna kunde köras fritt runt i hela bassängen, till skillnad mot dagens Skepp o' skoj som följer en bestämd bana.

## Bilder
|  |  |